# ダブリン・コノリー駅
ダブリン・コノリー駅（ダブリン・コノリーえき、愛: Baile Átha Cliath Stáisiún Uí Chonghaile、英: Dublin Connolly Station）は、アイルランドの首都ダブリン1区アミアン通りにある、アイルランド国鉄、ルアスの駅である。通称はコノリー駅（愛: Stáisiún Uí Chonghaile、英: Connolly Station）であり、単に「コノリー」と呼ばれる場合もある。

## 概要
ダブリンの主要ターミナル駅のひとつである。1844年にダブリン駅として開業した。1日平均乗降者数は38,804人（2018年のアイルランド国鉄）とアイルランドで利用者数の最も多い鉄道駅であり、アイルランドの鉄道路線網の中心である。北方面のドロヘダ、ダンドークや南のウェックスフォード、ロスレアへ向かう長距離列車のインターシティや、コミューター（ダブリン通勤列車）、ダブリン高速輸送（DART）などの近郊列車が多く運行されているほか、イギリスの北アイルランドのベルファストへ向かう国際列車のエンタープライズも当駅から発車されている。
DARTを含むダブリン郊外のすべての列車は、当駅にある列車集中制御装置（CTC）施設によって管理されている。ほとんどが自動化されており、信号装置に2人、踏切に1人、電気制御に1人、電源装置と全体的な監督に1人配置している。CTCには常時、担当者が配置されているが、深刻な問題が発生した場合には運行を継続できる緊急制御室もある。
またイタリア風建築をもつ駅舎は、アイルランド国鉄の本社でもある。
2004年からは、ルアスのレッドラインの終着停留場が開業した。

## 歴史
ダブリン・コノリー駅は1844年11月29日にダブリン - ドロヘダ鉄道によってダブリン駅として開業したが、10年後の1854年には、駅の所在地からアミアン・ストリート駅と改称された。当初はドロヘダへの単一の路線のみを運行していたが、1853年にイギリスの北アイルランドのベルファストへの運行を開始した。1891年にダブリン市・ジャンクション鉄道が当駅から南方面にあるウェストランド・ロウ駅（現在のダブリン・ピアース駅）に接続した。ダブリン市・ジャンクション鉄道には、現在の5・6・7番線からなる、アミアン・ストリート・ジャンクション駅があり、別の出入り口があった。1950年代の終わりにグレートノーザン鉄道（アイルランド）が合併した後、アミアン・ストリート・ジャンクション駅はアミアン・ストリート駅の一部となり、アミアン・ストリート・ジャンクション駅の出入り口は封鎖された。ダブリン市・ジャンクション鉄道は、アミアン・ストリート駅からウェストランド・ロウ駅、ロスレア駅など、南東方面への運行をしていた。スライゴへの運行は、1937年にウエストランド・ロウ駅に移管され、アイルランド交通システム（CIÉ）によってブロードストーン駅も閉鎖された。ゴールウェイとメイヨーへの運行もウェストランド・ロウ駅を起点としていたが、1970年代からキングスブリッジ駅（現在のダブリン・ヒューストン駅）から運行するようになった。日曜日のコーク、リムリック、ウォーターフォード方面の列車は、1960年代当時、利用客が少なかったため、アミアン・ストリート駅の5・6・7番線から運行し、キングスブリッジ駅の営業コストを回避した。
イースター蜂起の50周年目である1966年に、アイルランドの革命家で社会主義者のジェームズ・コノリーにちなんで、「ダブリン・コノリー駅」に改称された。

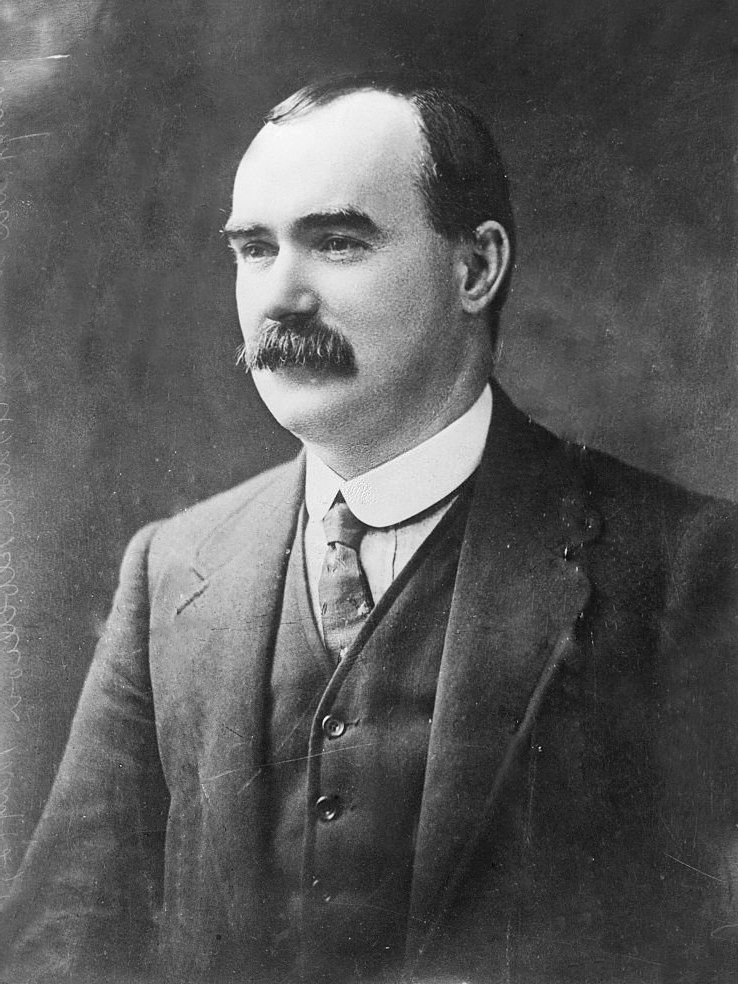
ジェームズ・コノリー

1984年7月23日のダブリン高速輸送（DART）開業時にダブリン市・ジャンクション鉄道の出入り口が改修され、第2コンコースが建設された。これが、DARTコノリー駅となり、1・2番線（ダブリン・コノリー駅の現6・7番線）と振られた。
1999年に駅が大幅改修され、部分的に再建された。1・2・3・4番線の屋根が交換され、メインコンコース、カフェ、売店などが駅構内に新設された。1984年に建設された、DART専用の出入り口（ダブリン市・ジャンクション鉄道の出入り口）と第2コンコースは再び閉鎖された。同時に、DARTコノリー駅はダブリン・コノリー駅の一部となり、DARTコノリー駅の旧1・2番線は、現6・7番線と振り戻され、4番線からのアクセス通路が建設された。
2004年9月26日には、ルアスレッドラインのコノリー停留場がアイルランド国鉄駅前に開業した。
2007年3月12日にドックランズ駅が開業したことで、一部の路線に変化がなされた。M3パークウェイ方面の列車がドックランズ駅を起点とする、ダブリン通勤列車西部線のドックランズ支線が開業した。この路線は起点駅が異なる以外、西部線の市内支線と大きく変わらないが、起点駅付近は路線が違うため、唯一停車しない中間駅がドラムコンドラ駅である。また、必要に応じて西部線の市内支線の代替駅としても利用される。

### 年表
以下の年表は上記を簡潔にまとめたものである。
- 1844年11月29日：ダブリン - ドロヘダ鉄道によってダブリン駅が開業。
- 1853年：イギリス北アイルランドのベルファストへの運行を開始。
- 1854年：駅の所在地から「アミアン・ストリート駅」に改称。
- 1891年：ダブリン市・ジャンクション鉄道が、ウェストランド・ロウ駅（現在のダブリン・ピアース駅）に接続。
- 1937年：スライゴ線がウエストランド・ロウ駅に移管。ブロードストーン駅、閉鎖[注釈 1]。
- 1966年：アイルランドの革命家で社会主義者のジェームズ・コノリーにちなんで、「ダブリン・コノリー駅」に改称[2][注釈 2]。
- 1984年7月23日：DART専用のDARTコノリー駅、及び同駅の第2コンコースが開業。
- 1999年：大幅な改装工事。1・2・3・4番線の屋根交換、コンコース、カフェ、売店などが新設され、DARTコノリー駅がダブリン・コノリー駅と合併。合併に伴い、4番線から旧DARTコノリー駅への通路が建設され、第2コンコースが閉鎖。
- 2004年9月26日：ダブリン・コノリー駅前にルアスレッドラインのコノリー停留場が開業。
- 2007年3月12日：ドックランズ駅開業に伴い、同駅がダブリン通勤列車西部線の市内支線の代替駅となる。

## 駅構造

### アイルランド国鉄
終端屋内ホームに島式3面4線、中間屋外ホームに島式2面2線の計4面7線のホームを持つ高架駅である。そのうち、1面は屋内ホームと屋外ホームを共有しているものの、柵で仕切っている。また、屋内でも1面は柵で仕切っている。
すべての営業列車が停車するアイルランド国鉄の主要駅であり、一部の列車にとっては終端駅でもある。
構内には車両基地であるダブリン・コノリー検車区があり、当駅を発着する列車が多く設定されている。
改札口は2階にあり、地上との間にはエスカレーターとエレベーターが設置されている。出入り口は計4つのうち、2つは全プラットホーム用、1つは5・6番線ホーム専用、もう1つは7番線ホーム専用となる。トイレ（車椅子対応）はメインコンコースにあり、無料のWi-Fiスポットも利用できる。発車標はメインコンコースに設置されているほか、各プラットホームにも設置されている。
駅構内にはスターバックスを含むカフェが4店、レストランが1店、新聞販売店が2店、簡易薬局が1店、自動販売機が設置されている。また、メインコンコースにはピアノも設置されており、NHK BS1の「駅ピアノ・空港ピアノ・街角ピアノ」にも放送されている。

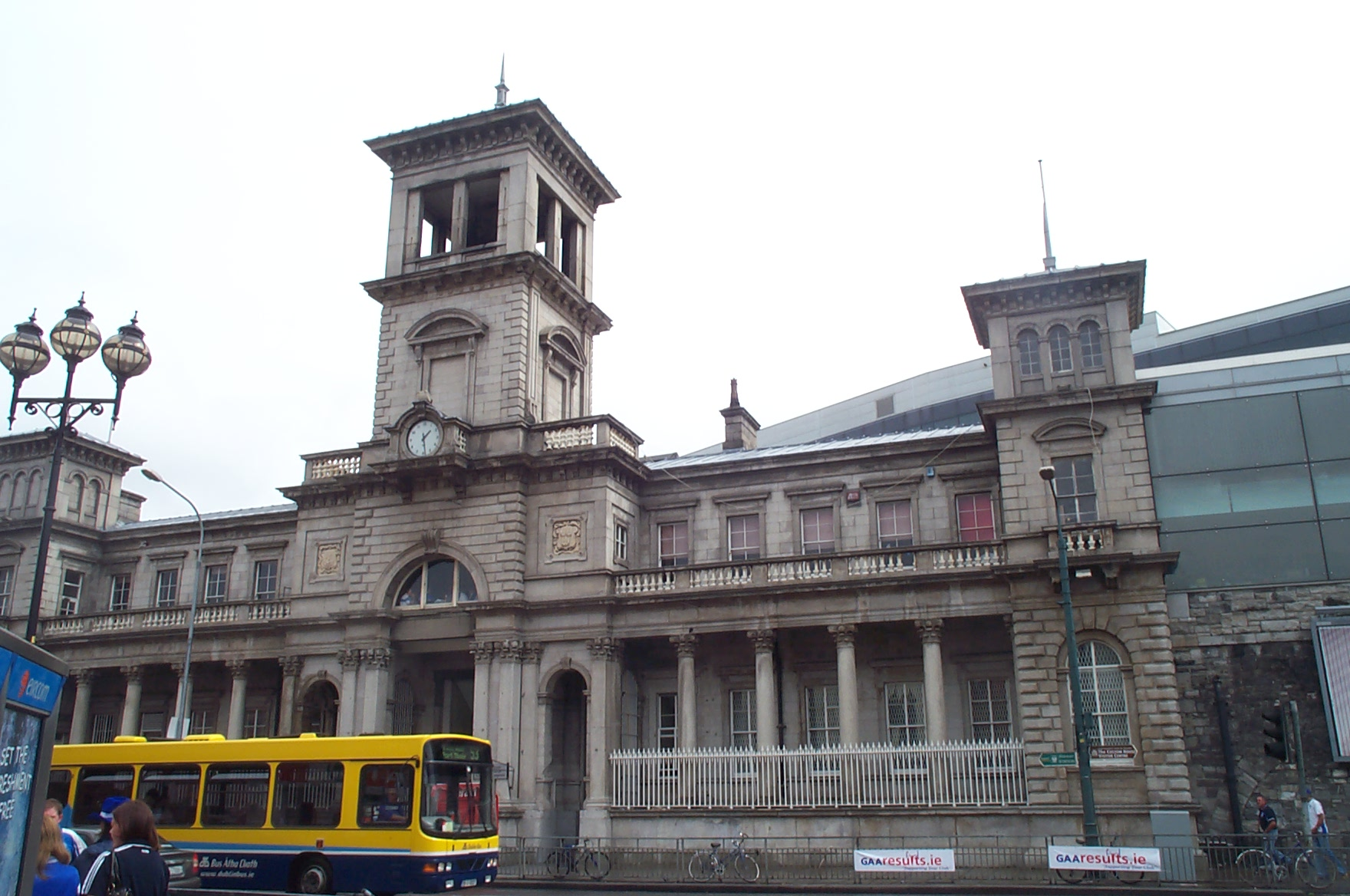
ダブリン・コノリー駅正面口（2006年8月6日）
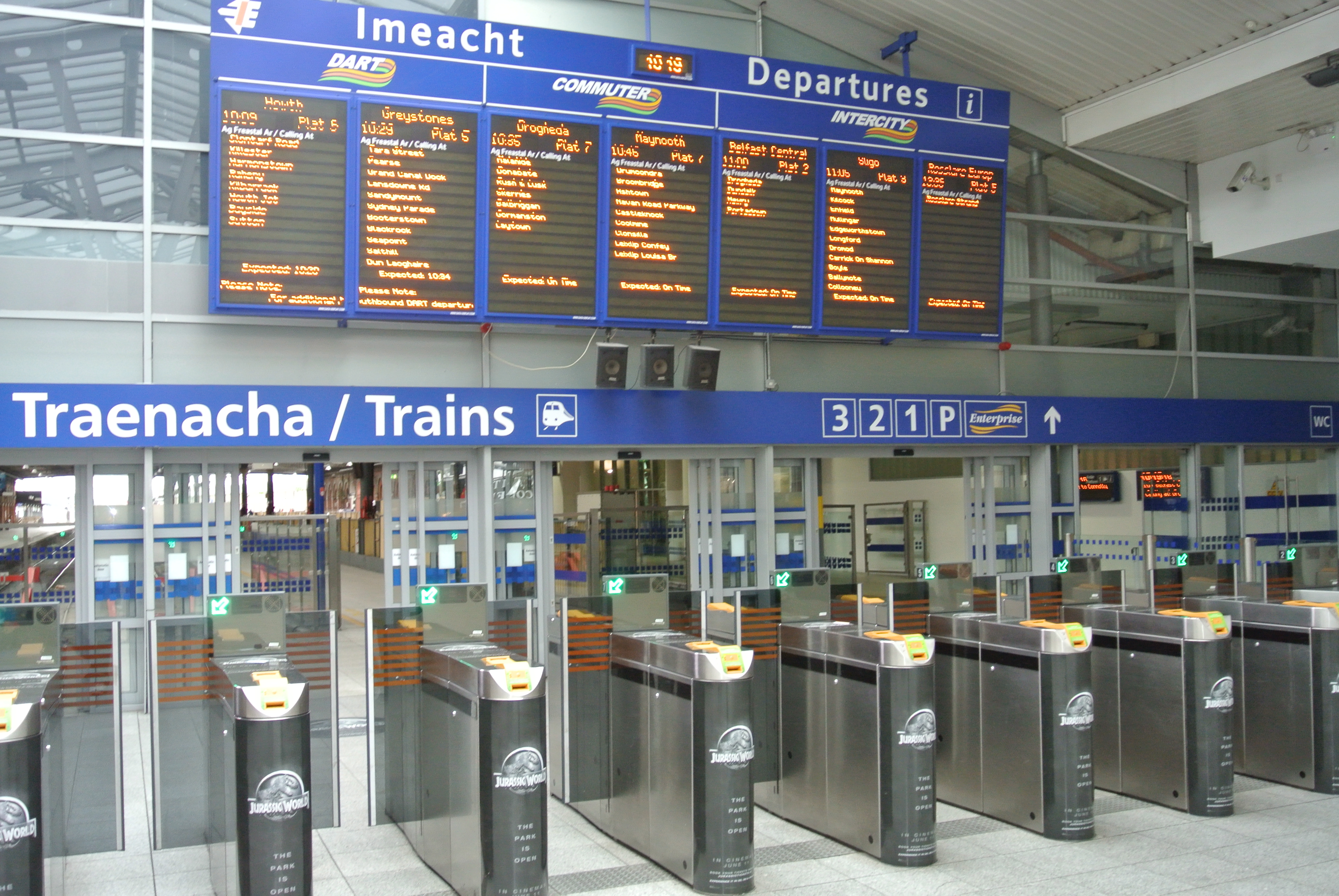
メインコンコースの改札口と発車標（2015年6月17日）
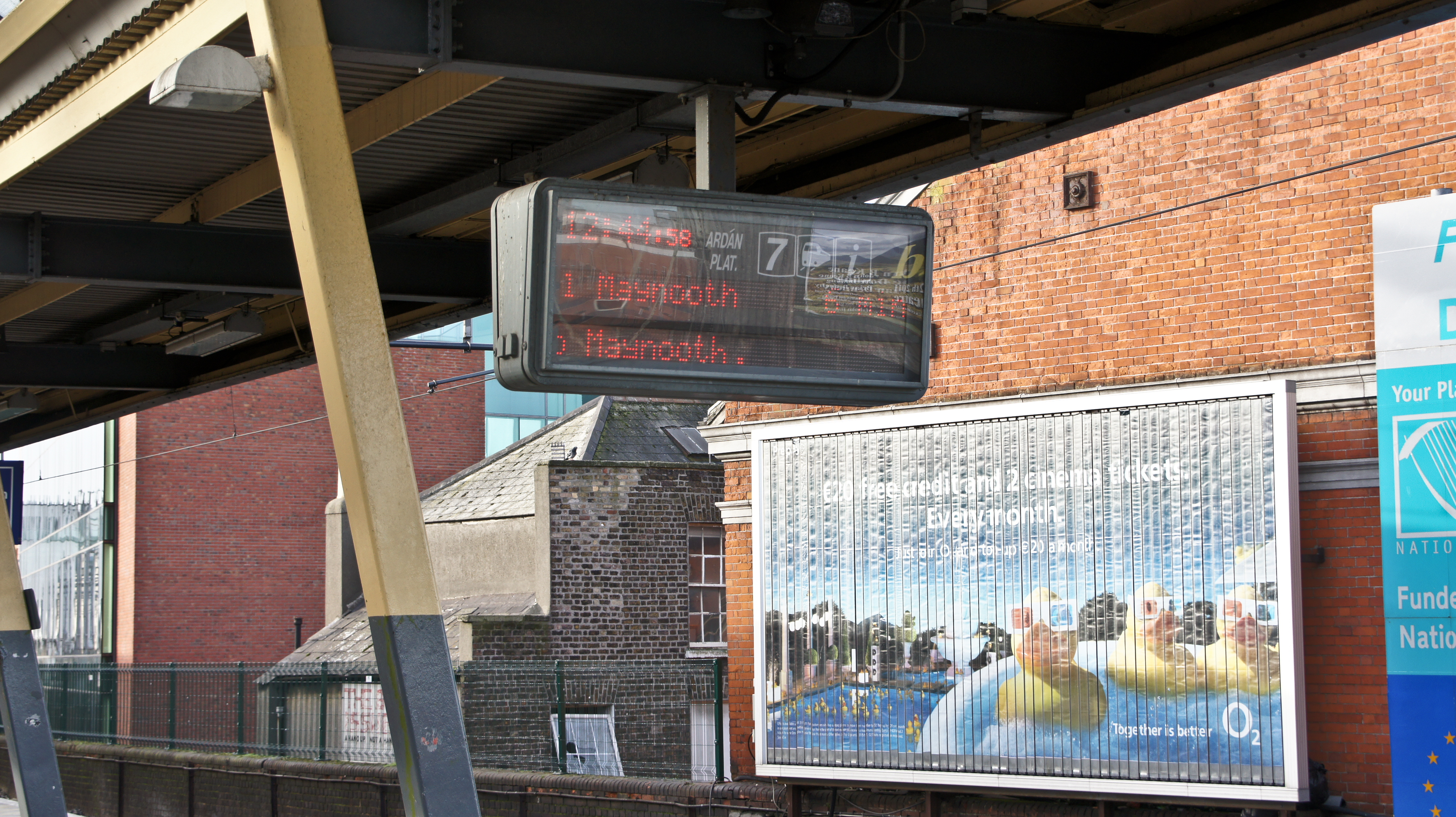
7番線ホームの発車標（2011年1月17日）
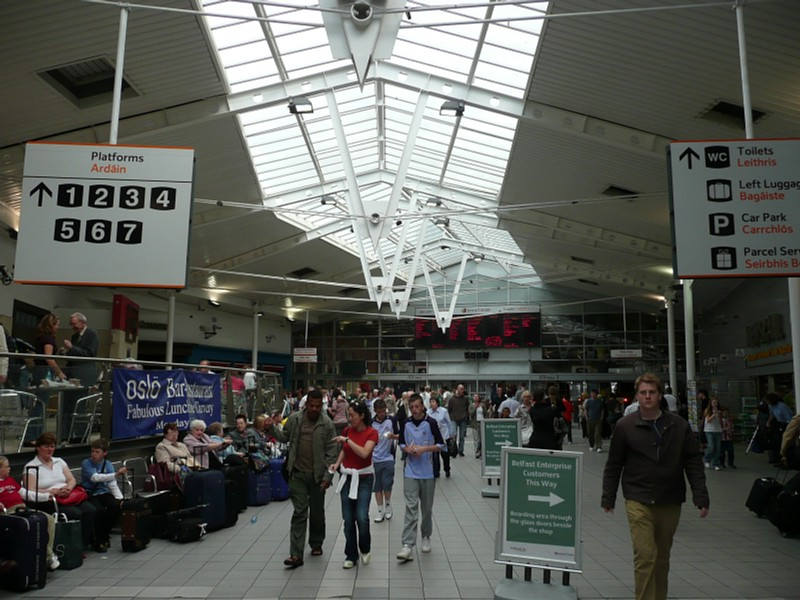
改札口方面のメインコンコース（2007年8月）
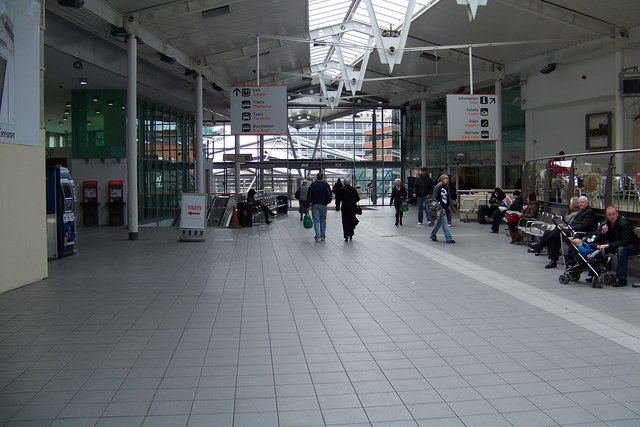
出入り口方面のメインコンコース（2009年3月3日）
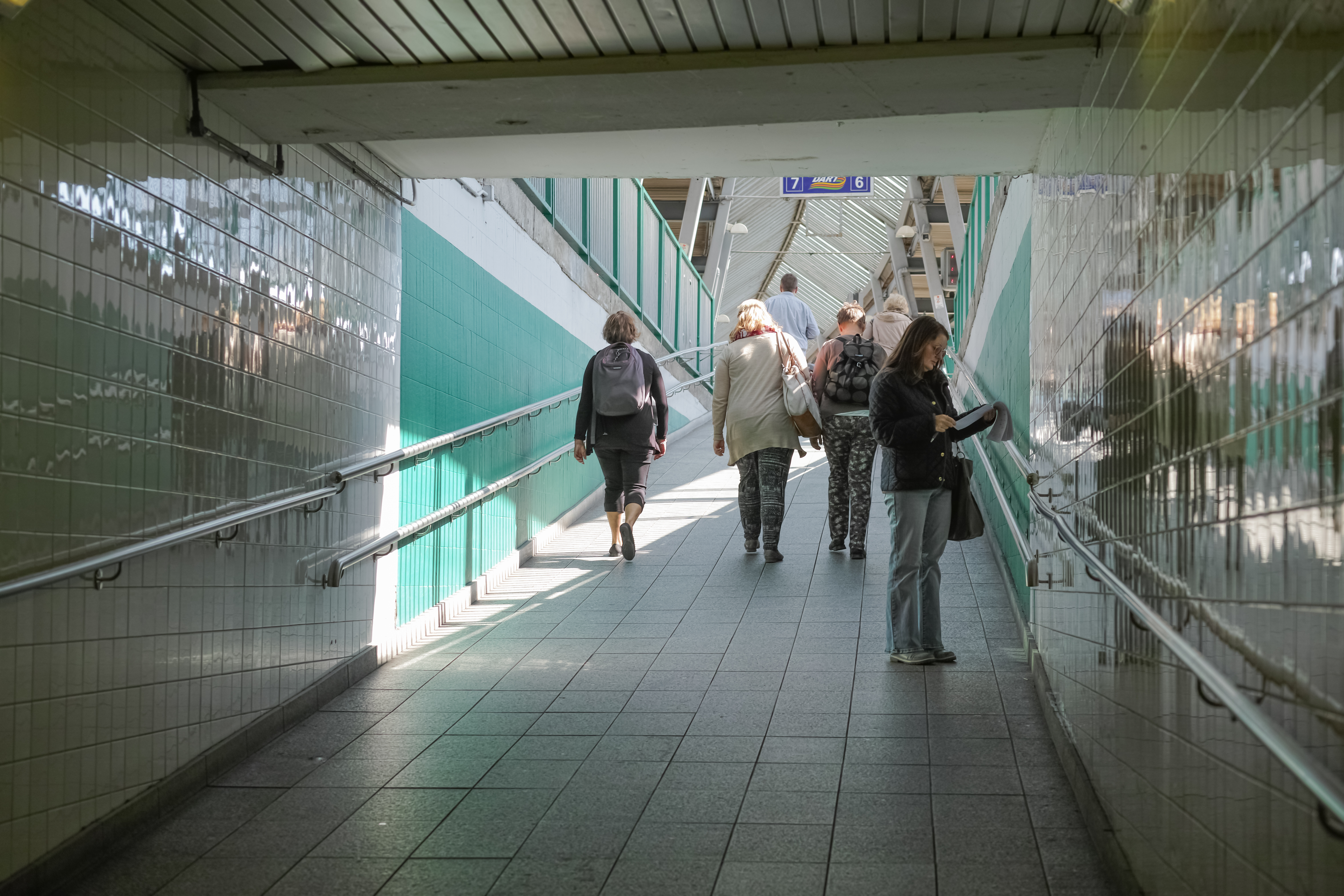
屋外中間プラットホームへの通路（2014年7月12日）

#### プラットホーム

##### 終端ホーム（1 - 4番線）
頭端式の3面4線の屋内高架ホームで、東側から1・2・3・4番線と振られている。2番線は、国際列車線専用のため、柵で他のプラットホームと仕切っている。また、4番線と中間ホームである5番線は、壁で仕切られているほか、屋外では柵で仕切られている。2020年現在、4番線のみが電化されている。1・2・3・4番線用の出入り口は、ルアスの停留場前、またはアミアン通りにあり、必ずメインコンコースを経由する。

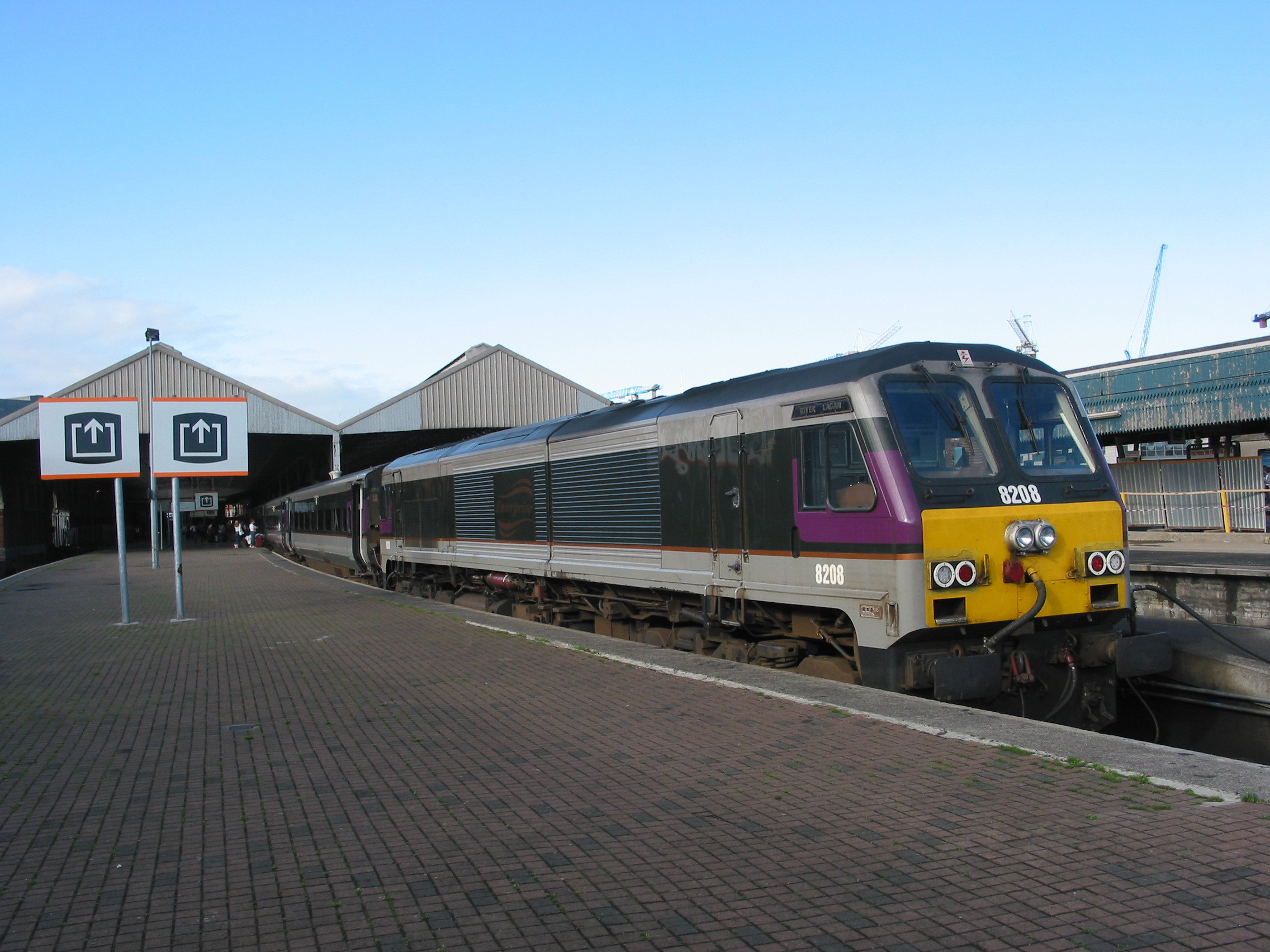
1・2番線ホームの屋外（2004年8月27日）
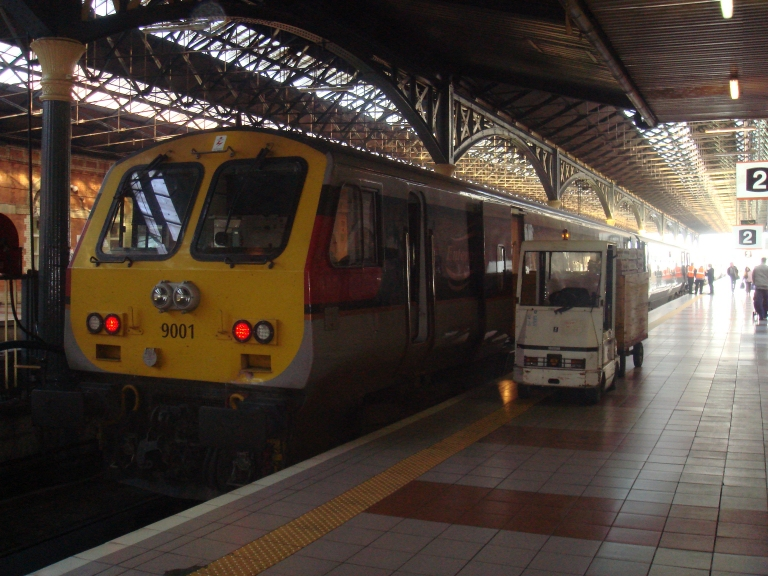
2番線ホーム（2006年11月30日）
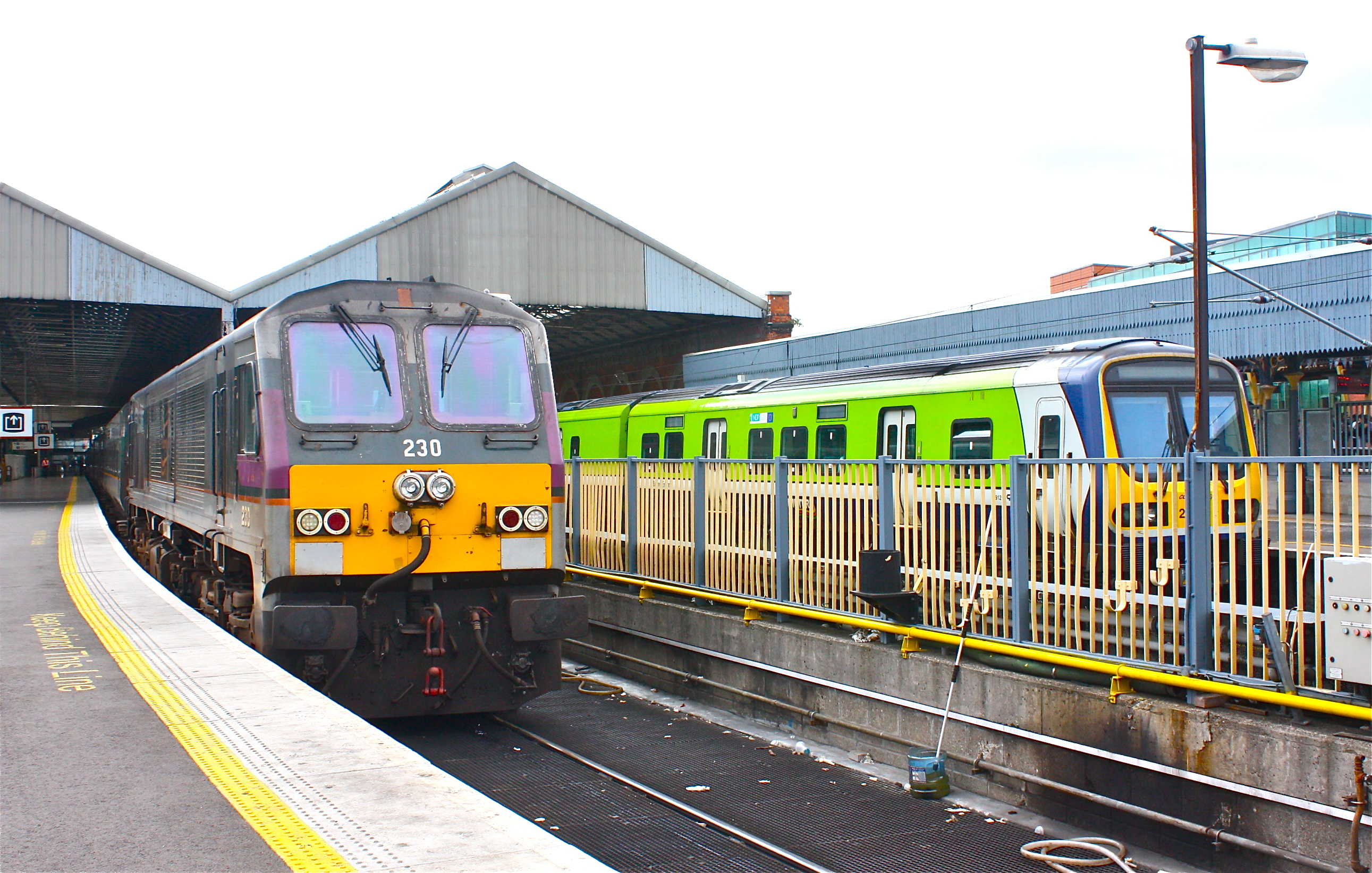
2番線と3番線の間にある柵（2009年8月2日）
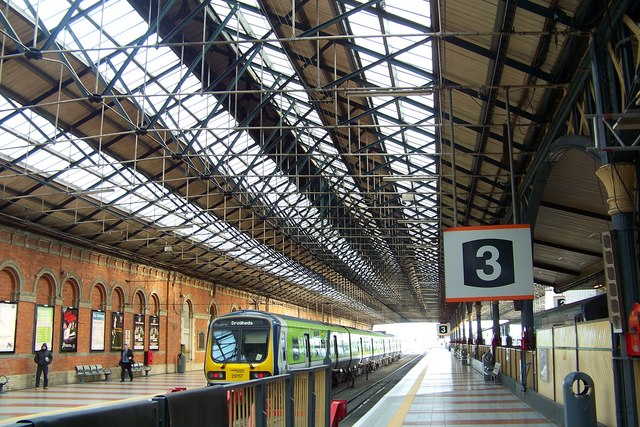
3番線ホーム（2009年3月3日）
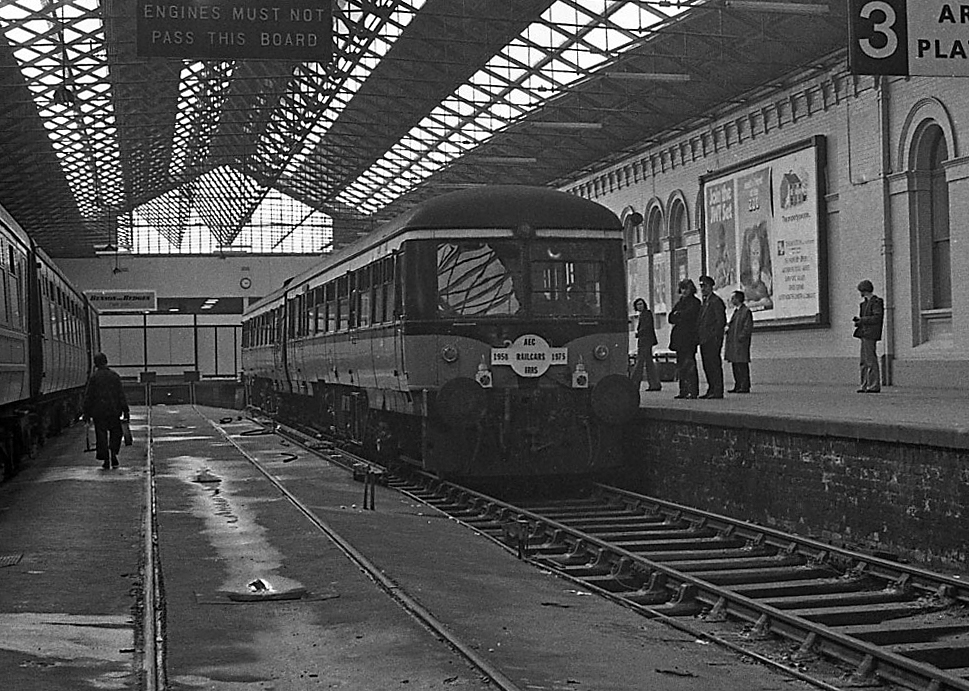
現4番線ホームである旧3番線ホーム（1975年4月19日）
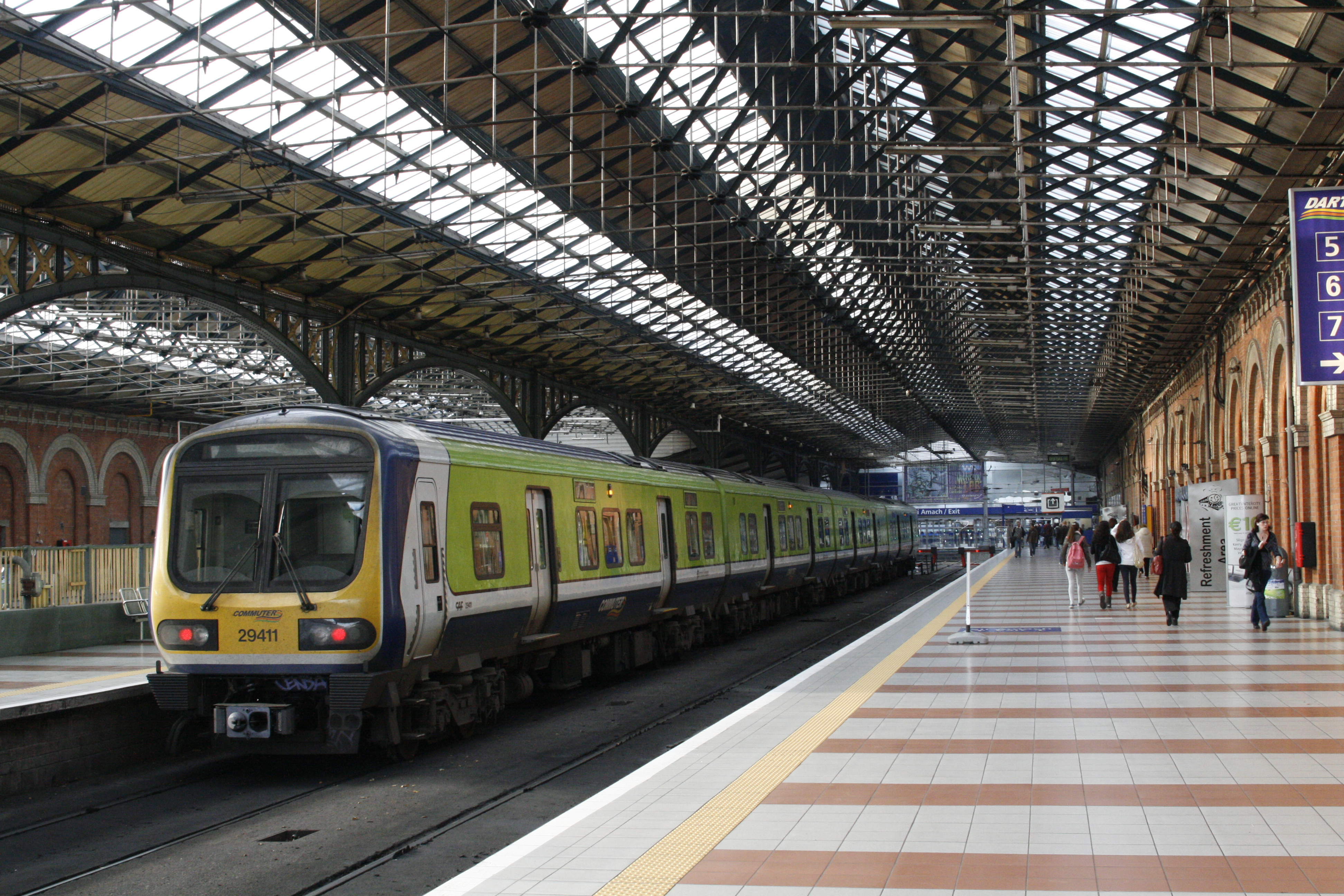
4番線ホーム（2009年10月28日）
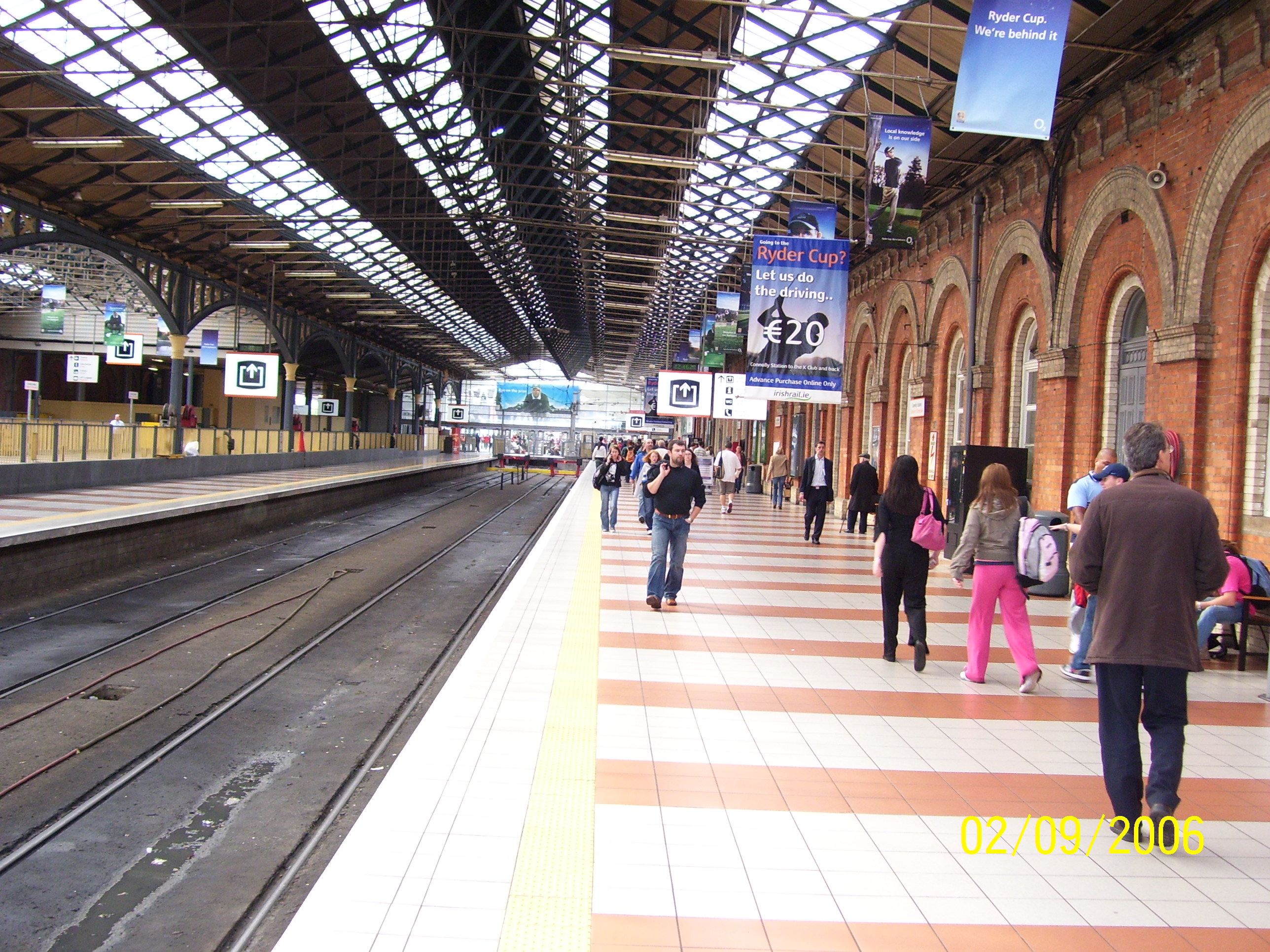
4番線ホーム（2006年9月2日）

##### 中間ホーム（5 - 7番線）
島式の2面3線の屋外高架ホームであり、すべて電化されている。ホームがカーブしているため、乗降の際は足元に注意が必要である。旧アミアン・ストリート・ジャンクション駅のプラットホームだったが、1950年代の終わり頃にコノリー駅の一部となった。1984年7月23日にDARTが運行開始したため、DARTコノリー駅が現6・7番線（DARTコノリー駅の旧1・2番線）を使用し、ダブリン・コノリー駅とは別となった。しかし、1999年に行われた大幅な改修工事により、ダブリン・コノリー駅と一体化となり、4番線からのアクセス通路が建設された。メインコンコースの出入り口のほか、5番線専用の出入り口と6・7番線専用の出入り口もある。

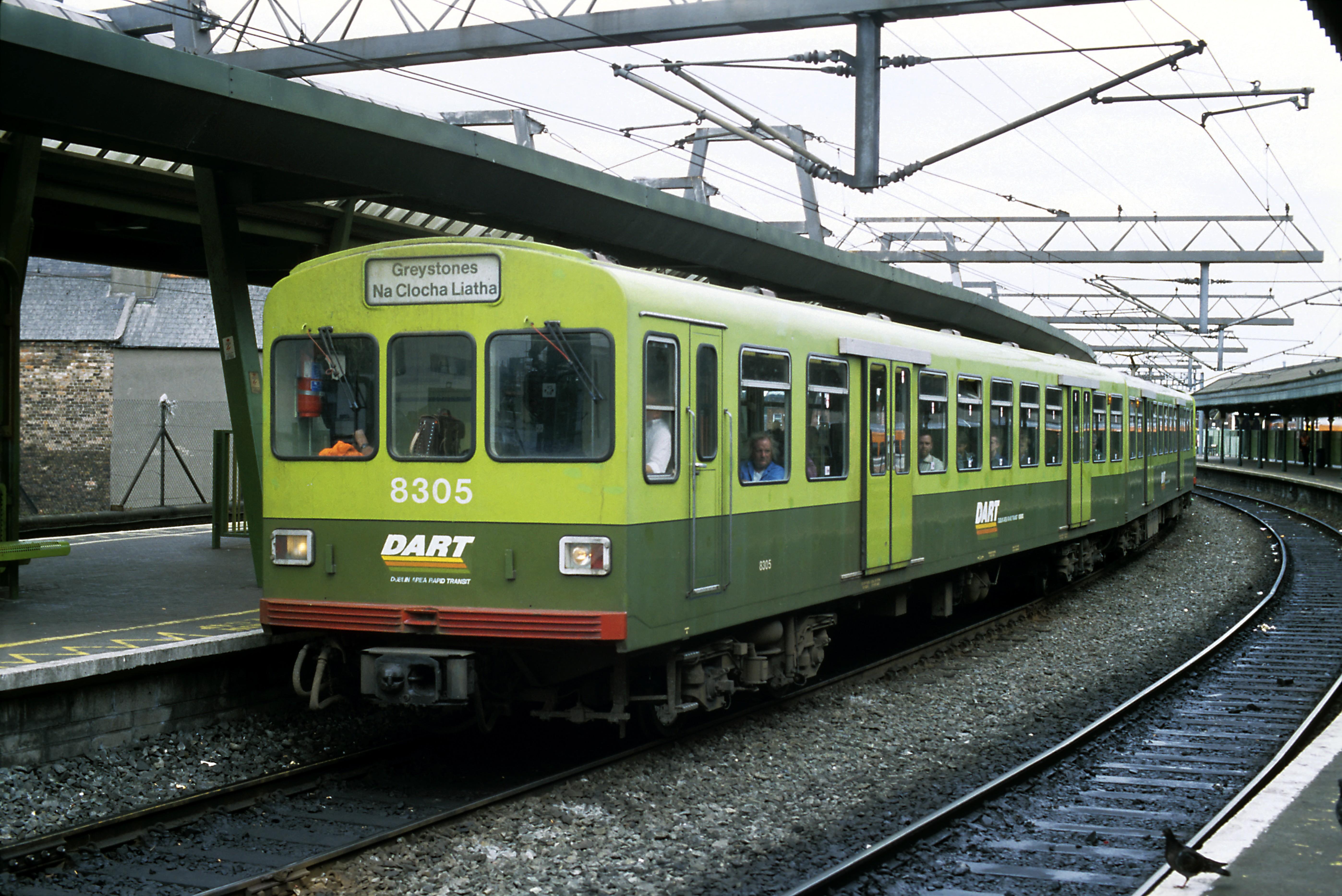
旧DARTコノリー駅2番線ホーム（1994年8月29日）
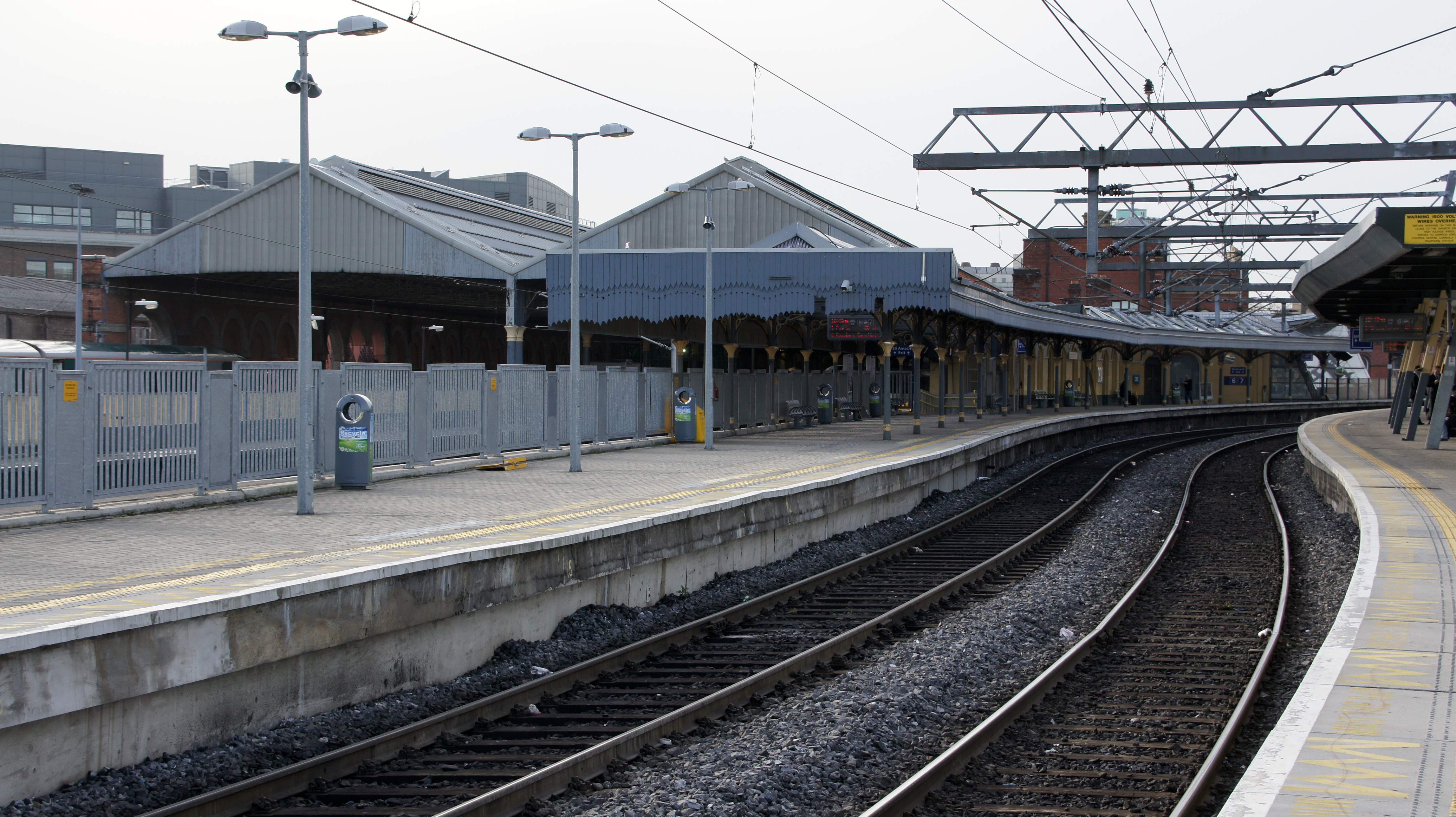
5・6番線ホーム（2011年1月17日）
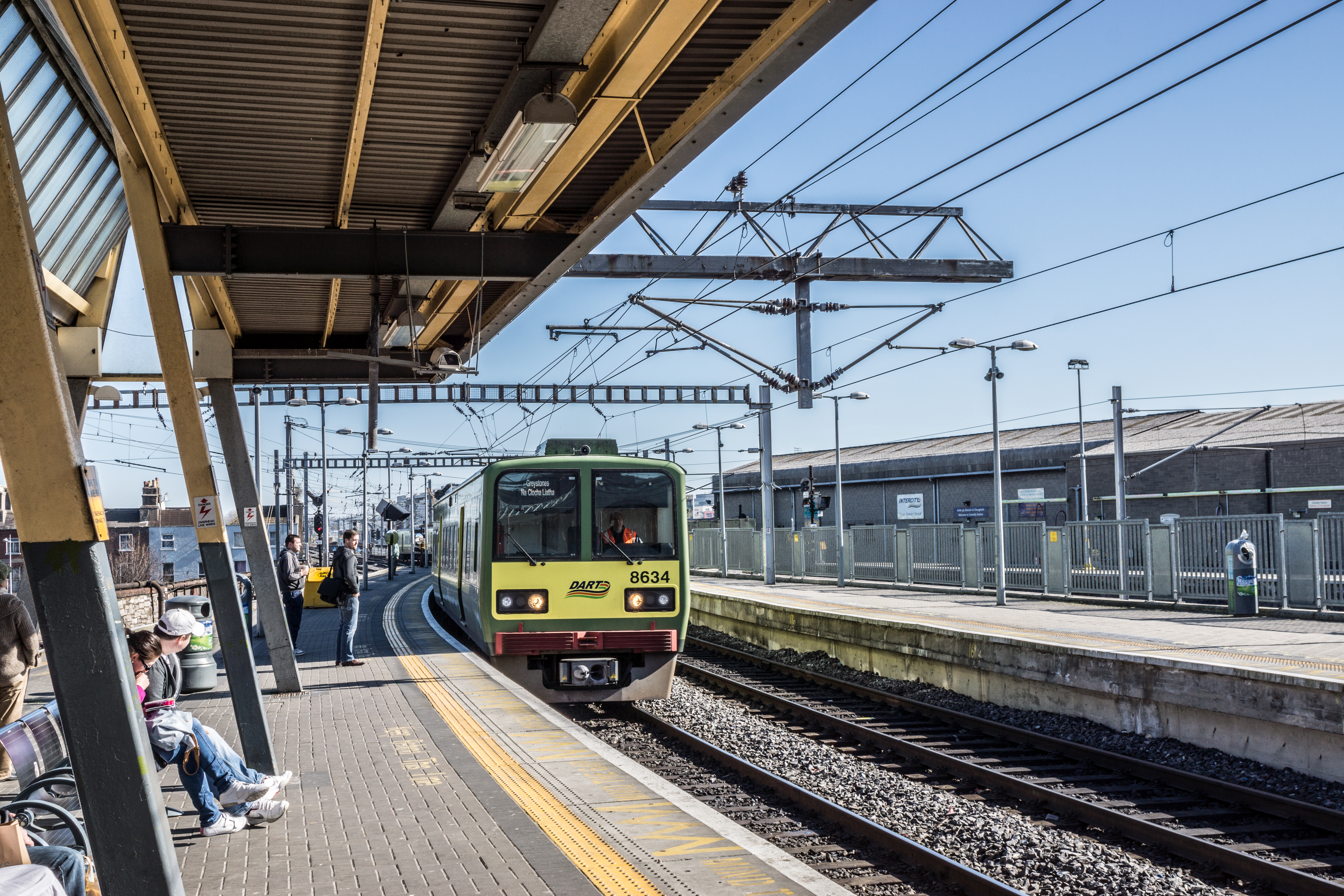
6番線ホーム（2012年3月26日）
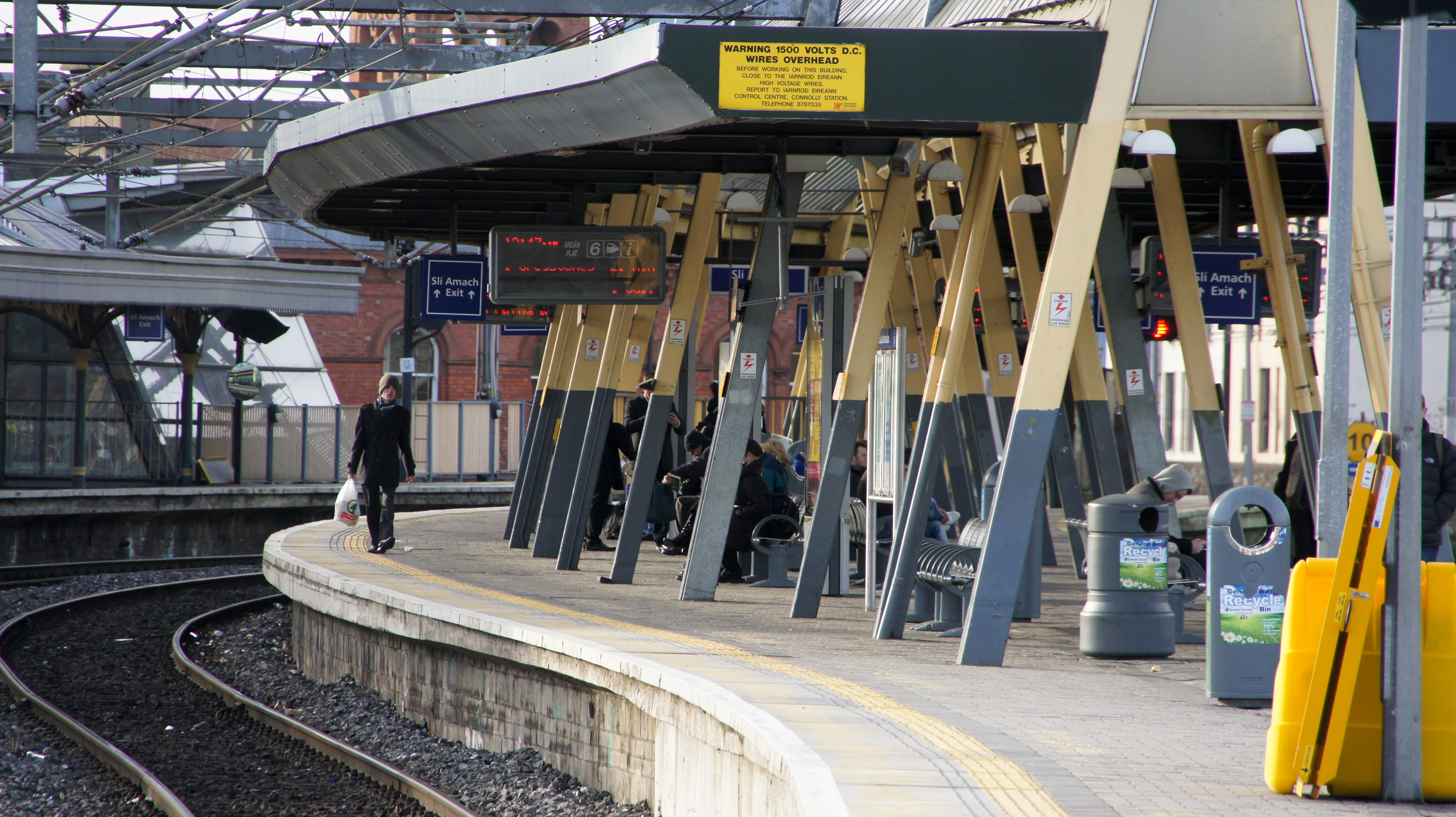
6・7番線ホーム（2011年1月17日）

##### のりば
以上のように、屋内、屋外の全ホームを合わせて4面7線のホームがあり、アイルランド国鉄の駅では2番目に多いホーム数である。
| 番線           | 路線                          | 方向 | 行先                                                                         | 備考                                         |
| -------------- | ----------------------------- | ---- | ---------------------------------------------------------------------------- | -------------------------------------------- |
| 終端屋内ホーム |                               |      |                                                                              |                                              |
| 1              | ■ インターシティ              | -    | -                                                                            | スライゴ方面からの到着列車専用ホーム         |
| 2              | ■ エンタープライズ            | 北行 | ドロヘダ、ダンドーク、ニューリー、ポータダウン、リスバーン、ベルファスト方面 | 北アイルランド方面国際列車専用ホーム         |
| 3              | ■ インターシティ              | 北行 | メイヌース、スライゴ方面                                                     |                                              |
| 4              | ■ インターシティ              | 北行 | スライゴ方面                                                                 |                                              |
| 4              | ■ コミューター北部線          | 北行 | メイヌース、ドロヘダ方面                                                     |                                              |
| 4              | ■ コミューター西部線 市内支線 | 西行 | -                                                                            |                                              |
| 4              | ■ DART                        | -    | -                                                                            | 一部のDARTは当駅を終点とする                 |
| 中間屋外ホーム |                               |      |                                                                              |                                              |
| 5              | ■ インターシティ              | 南行 | ロスレア方面                                                                 |                                              |
| 5              | ■ コミューター北部線          | 南行 | ダブリン・ピアース方面                                                       |                                              |
| 5              | ■ コミューター南東部線        | 南行 | ブレイ方面                                                                   |                                              |
| 5              | ■ コミューター南西部線        | 南行 | グランド・カナル・ドック方面                                                 |                                              |
| 5              | ■ DART                        | 南行 | ダン・レアリー、ブレイ、グレイストーンズ方面                                 |                                              |
| 6              | ■ インターシティ              | -    | -                                                                            | ロスレア方面からの到着ホーム                 |
| 6              | ■ コミューター南西部線        | 南行 | ダブリン・ピアース、グランド・カナル・ドック方面                             | ドロヘダ方面からの到着ホームとしても扱われる |
| 6              | ■ DART                        | 北行 | ホウス、マラハイド方面                                                       |                                              |
| 7              | ■ インターシティ              | 北行 | スライゴ方面                                                                 | ロスレア方面からの到着ホームでもる           |
| 7              | ■ コミューター西部線 市内支線 | 西行 | メイヌース方面                                                               |                                              |
| 7              | ■ コミューター南西部線        | 西行 | ヘーゼルハッチ＆セルブリッジ、ニューブリッジ方面                             |                                              |

- 当駅を終点とする列車は必ずしも終端屋内ホームに到着せず、中間屋外ホームを経由し、ダブリン・ピアース検車区に移動することもある。
- 2番線は、国際列車エンタープライズ専用ホームである。

### ルアス
アイルランド国鉄の駅舎の南に設置されている、レッドラインの北部の終着点のひとつ。配線は相対式ホーム2面2線で、タラ方面、サガート方面のレッドラインが乗り入れている。ホームの先にはシーサスポイントがある。
2004年の開業前は、当停留場はバスの終着点として使用されていた。
ルアスのプラットホームからエスカレーター、エレベーターで、アイルランド国鉄の駅舎へ直通できる。

#### のりば
| プラットホーム | 路線          | 方向 | 行先         |
| -------------- | ------------- | ---- | ------------ |
| 東             | ■レッドライン | 南行 | タラ方面     |
| 西             | ■レッドライン | 南行 | サガート方面 |

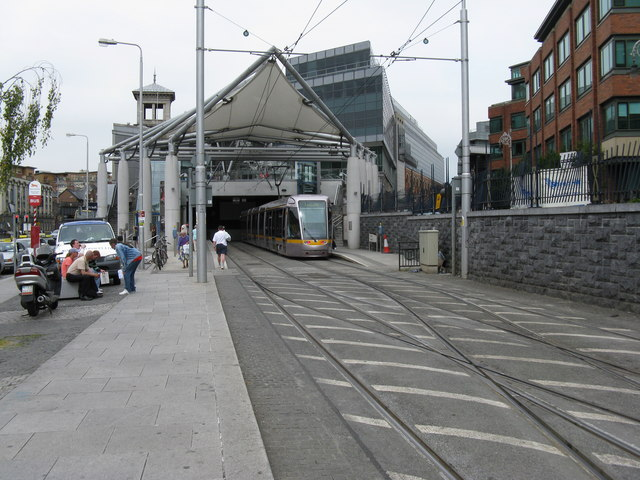
コノリー停留場（2009年6月29日）
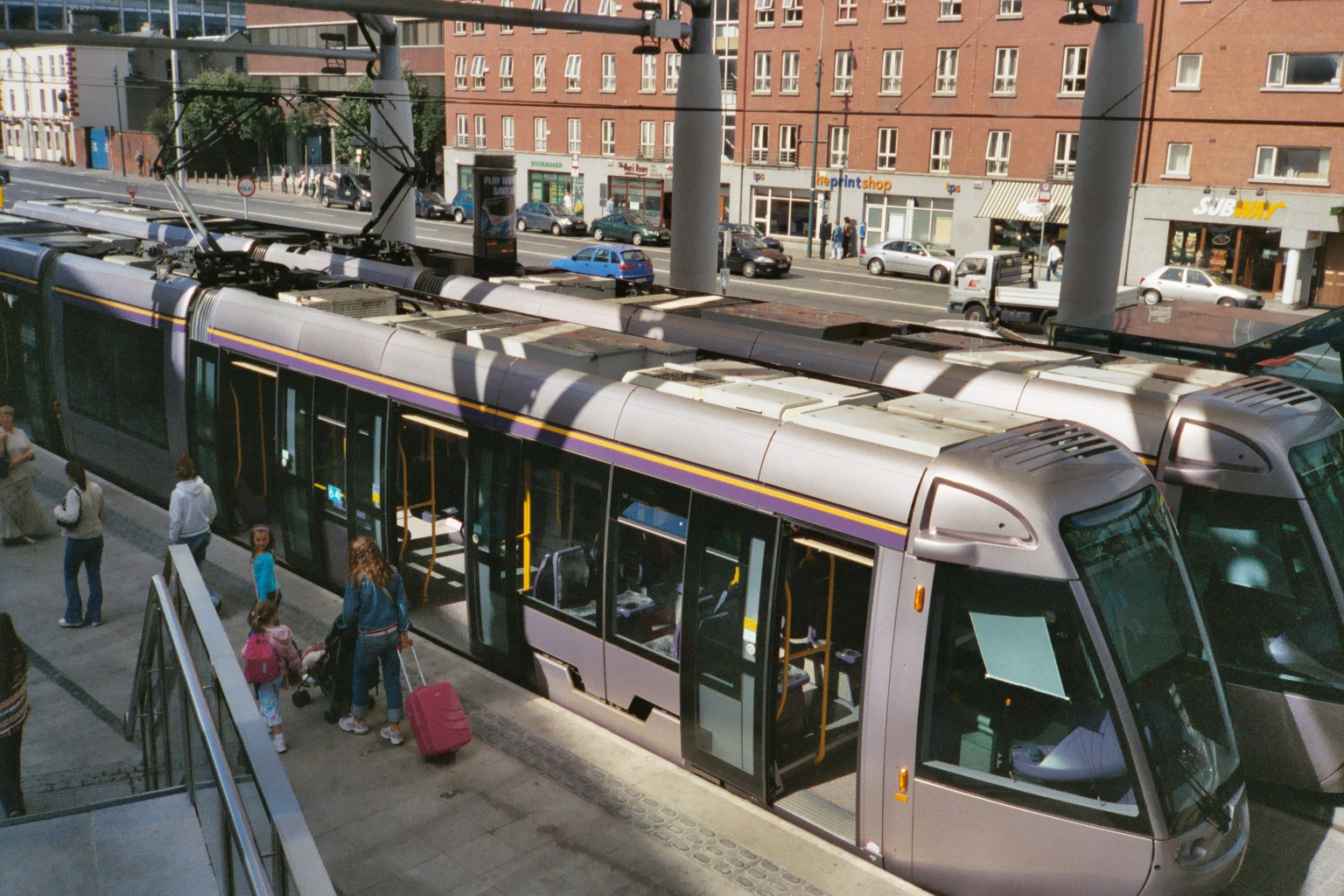
アイルランド国鉄駅の階段から見たルアス停留場（2005年10月28日）
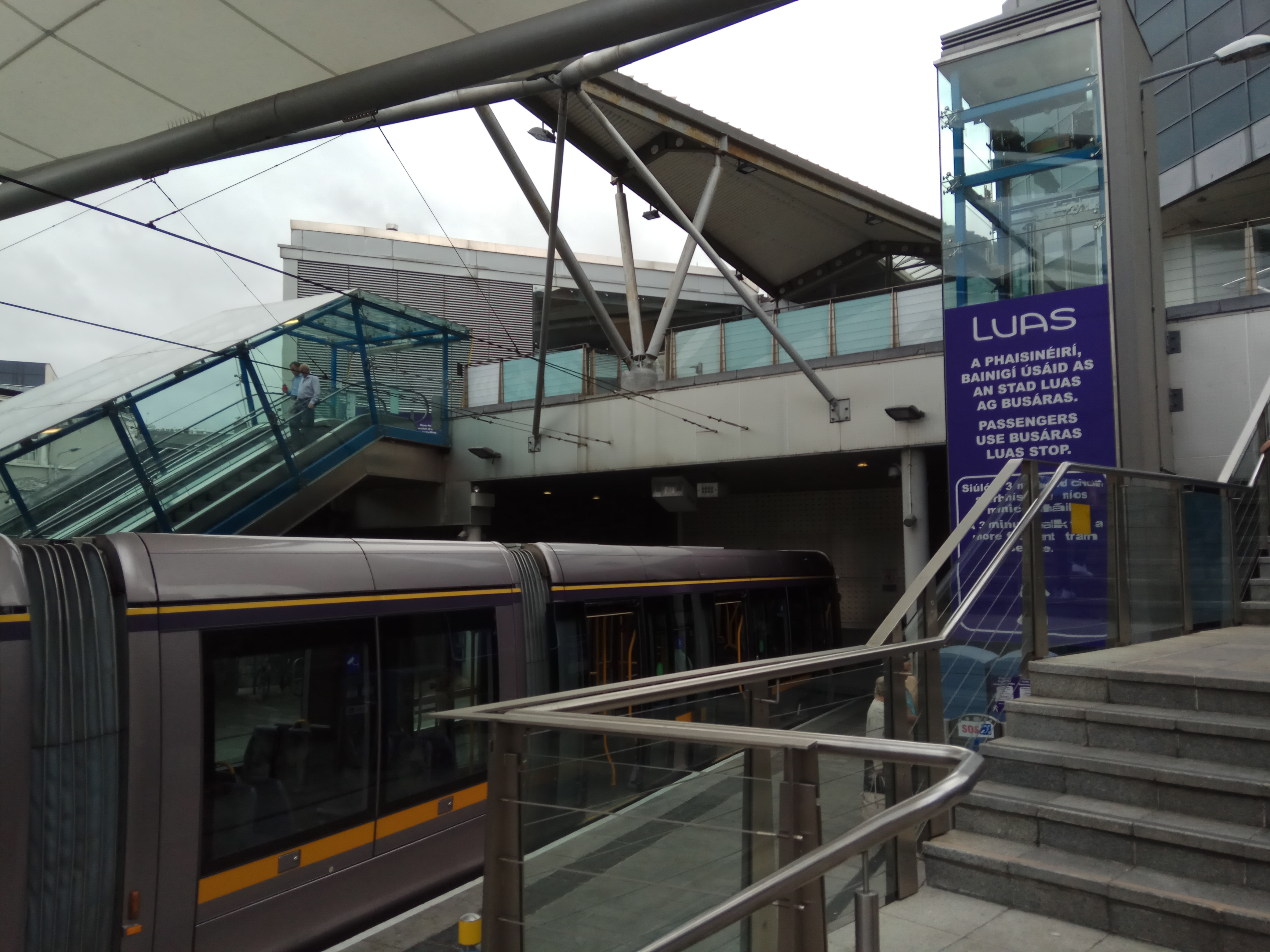
アイルランド国鉄駅方面への階段から見たルアス停留場（2017年6月22日）

## 利用状況
早朝は、ダブリン近郊からの通勤・通学客の利用が多い。夕方になると、ダブリン近郊への通勤・通学客の利用が多くなる。当駅でアイルランド国鉄路線からダブリンバスの路線でユニバーシティ・カレッジ・ダブリン（アイルランド国立大学ダブリン校）、アイルランド国立学院、マリノ継続教育学院などへの通学生やダブリンのもうひとつのターミナル駅であるダブリン・ヒューストン駅へ向かうため、ルアスレッドラインに乗り換える乗客もいる。
- アイルランド国鉄 - 2018年度の1日平均乗降人員は38,804人である。これは、アイルランド国鉄の駅では最も多い[8]。

### 年度別1日平均乗降人員
各年度の1日平均乗降人員は下表の通りである（アイルランド国鉄のみ）。
| 年度 | 1日平均 乗者人員 | 1日平均 降車人員 | 1日平均 乗降人員 | 増加率 | 出典   |
| ---- | ---------------- | ---------------- | ---------------- | ------ | ------ |
| 2012 | 13,477           | 14,128           | 27,605           | -      | [ 9 ]  |
| 2013 | 12,512           | 13,311           | 25,823           | −6.9%  | [ 10 ] |
| 2014 | 12,053           | 12,944           | 24,997           | −3.2%  | [ 11 ] |
| 2015 | 14,763           | 14,992           | 28,506           | 12.3%  | [ 12 ] |
| 2016 | 14,857           | 14,857           | 30,966           | 7.9%   | [ 13 ] |
| 2017 | 18,062           | 18,927           | 36,989           | 16.3%  | [ 14 ] |
| 2018 | 19,425           | 19,379           | 38,804           | 4.7%   | [ 8 ]  |

### 駅周辺
駅の南側にはバスターミナルがあり、長距離バスなどが発着する。
駅の所在地がのダブリン市の中心部にあるため、税関ビル、中央郵便局などの行政機関があり、EPICアイルランド移民博物館、ジーニー・ジョンストン号のレプリカなどの19世紀のアイルランド移民に関する施設もある。また、クローク・パークの最寄り駅でもある。

## バス路線
駅最寄りのバス停は、ダブリンバス、ゴー＝アヘッド・アイルランド、マシューズコーチが運営しており、ダブリン空港連絡バスのエアリンクの747番線も当駅最寄りに停まる（タルボット通り・バスターミナル・コノリー駅停留場）。また、駅から300m南にブサラス（バスターミナル）があり、イギリスの北アイルランド方面などの長距離バスも運営している。ブサラスは、ルアスレッドラインの当停留場の次の停留場でもある。

## 今後の計画
駅周辺の東部エリアを再開発し、50,200m²のオフィスビル、アパート106戸、ホテル1軒、小売店、レストラン、保育所1校を建設する計画がある。
2012年4月にアイルランド交通システム（CIÉ）はダブリン市議会から再開発の計画承認を受けた。2018年にCIÉはシェリフ・ロウワー通りに賃貸アパート697戸を建設する共同出資社としてオクスリーホールディングスを指名した。 2019年4月に計画許可が提出された。

## 隣の駅
アイルランド国鉄
インターシティ
■ スライゴ線
ドラムコンドラ駅 - ダブリン・コノリー駅
■ ロスレア線
ダブリン・コノリー駅 - タラ・ストリート駅
コミューター（ダブリン通勤列車）
■ 南東部線
ダブリン・コノリー駅 - タラ・ストリート駅
■ 北部線
ホウス・ジャンクション＆ドナミード駅 - ダブリン・コノリー駅 - タラ・ストリート駅

■ 西部線（市内支線）
ドラムコンドラ駅 - ダブリン・コノリー駅 - タラ・ストリート駅

■ 南西部線
ドラムコンドラ駅 - ダブリン・コノリー駅 - タラ・ストリート駅

ダブリン高速輸送（DART）
■ DART
クロンターフ・ロード駅 - ダブリン・コノリー駅 - タラ・ストリート駅
ルアス
■ レッドライン
コノリー停留場 - ブサラス停留場